# Dodzi Amékoudji
Kokouvi Dodzi Amékoudji (ur. 19 grudnia 1993 w Aképé) – togijski piłkarz grający na pozycji pomocnika. Od 2021 roku jest zawodnikiem klubu ASC Kara.

## Kariera klubowa
Swoją piłkarską karierę Amékoudji rozpoczął w klubie Swallows Lomé. W sezonie 2011 zadebiutował w jego barwach. W latach 2014–2015 był piłkarzem Ecostar FC, a w latach 2016-2018 - Espoir Tsévié. W latach 2018–2021 występował w Dynamic Togolais. W 2021 przeszedł do ASC Kara. W sezonie 2021/2022 wywalczył z nim wicemistrzostwo i Puchar Togo.

## Kariera reprezentacyjna
W reprezentacji Togo Amékoudji zadebiutował 28 lipca 2019 roku w zremisowanym 0:0 meczu Mistrzostw Narodów Afryki 2020 z Beninem, rozegranym w Porto-Novo.